# Савет народне одбране СФРЈ
Савет народне одбране (мкд. Советот на Народна одбрана; словен. Svet za narodno obrambo) је био саветодавно тело у Социјалистичкој Федеративној Републици Југославији, које се бавило разматрањем војних питања и питања из области народне одбране.
Уведен је Уставом из 1963. године. Седнице савета сазивао је председник Републике, а касније председник Председништва СФРЈ.
Чланове Савета народне одбране бирало је, на предлог Председника Републике (касније Председништва СФРЈ), Савезно веће Скупштине СФРЈ. За чланове Савета народне одбране бирани су бивши и активни високи официри и генерали Југословенске народне армије (ЈНА), функционери друштвено-политичких и других организација и истакнуте личности, народни хероји и др.
Поред Савета народне одбране, у СФРЈ је постојао и Савет федерације.

## Чланови Савета народне одбране

### 1967.
Списак чланова Савета народне одбране које је 18. маја 1967. изабрала Савезна скупштина:
1. Владимир Бакарић
2. Јован Веселинов
3. Љубо Вучковић
4. Светозар Вукмановић
5. Иван Гошњак
6. Едвард Кардељ
7. Милан Купрешанин
8. Иван Мачек
9. Коча Поповић
10. Ђуро Пуцар Стари
11. Видоје Смилевски
12. Петар Стамболић
13. Мијалко Тодоровић
14. Зденко Улепич
15. Раде Хамовић
16. Крсте Црвенковски